# 丸十大屋
株式会社丸十大屋（まるじゅうおおや、英: The Marujyu Soysauce & Seasoning Corp.）は、山形県山形市に本社を置くしょうゆ・みそ・つゆの醸造メーカー。
代表商品はだし入りしょうゆの「味マルジュウ」である。山形牛を使用したカレーを始めとするレトルト食品・各種ドレッシング・たれ類の製造も行っている。また、本社併設の「蔵膳屋」では、カレーなどを楽しめるランチの営業や「みたらしプリン」や「しょうゆシュークリーム」・「しょうゆソフトクリーム」などのスイーツ類も販売している。2021年には国立循環器病研究センターの"かるしお認定制度"の認定を受けた「マルジュウしょうゆ特選減塩」を販売開始した。

## 概要
天保15年（1844年）、紅花商として創業。最上川から海へ出て敦賀まで運び、陸路で京都・大阪へ届けていた回船問屋としてスタート。明治中期より醸造業をはじめ現在に至る。 昭和28年（1953年）4月7日 株式会社に改組。

## 営業店舗
- 本社 山形市十日町三丁目10番1号
- 庄内営業所  山形県酒田市東大町3-39-9
- 表蔵王ストックヤード  山形市表蔵王63-1
- 直営店「蔵膳屋」 山形市十日町三丁目10番1号